# Backäckra och Källäng
Backäckra och Källäng var en av SCB avgränsad och namnsatt småort i Marks kommun. Från 2015 räknas området till tätorten Ubbhult norra.